# Bemisia formosana
Bọ phấn lúa (Bemisia formosana) là một loài côn trùng cánh nửa trong họ Aleyrodidae, phân họ Aleyrodinae.
Bemisia formosana được Takahashi miêu tả khoa học đầu tiên năm 1933.